# Welsh (Familienname)
Welsh ist ein englischer Familienname.

## Namensträger
- Alex Welsh (1929–1982), britischer Jazzmusiker
- Andrew Welsh (Politiker) (1944–2021), schottischer Politiker
- Andrew Welsh (Filmproduzent), Filmproduzent
- Andrew Welsh (Footballspieler) (* 1983), australischer Footballspieler
- Andy Welsh (Fußballspieler, 1917) (Andrew Welsh; 1917–1990), englischer Fußballspieler
- Andy Welsh (Fußballspieler, 1962) (Andrew Welsh; * 1962), englischer Fußballspieler
- Andy Welsh (Fußballspieler, 1983) (Andrew Peter David Welsh; * 1983), englischer Fußballspieler
- Anthony Welsh (* 1983), britischer Filmschauspieler
- Christie Welsh (* 1981), US-amerikanische Fußballspielerin
- Dominic Welsh (1938–2023), britischer Mathematiker
- Don Welsh (1911–1990), englischer Fußballspieler und -trainer
- Donald E. Welsh (1943–2010), US-amerikanischer Zeitschriftenverleger und Redakteur
- Freddie Welsh (1886–1927), britischer Boxer
- George Austin Welsh (1878–1970), US-amerikanischer Jurist und Politiker
- George W. Welsh (1883–1974), US-amerikanischer Politiker
- Henry Welsh (1906–1967), britischer Algenkundler
- Ian Welsh (Ruderer) (* 1933), britischer Ruderer
- Ian Welsh (Politiker) (* 1953), schottischer Politiker
- Irvine Welsh (* 1958), britischer Schriftsteller
- Isaac Welsh (1811–1875), US-amerikanischer Politiker
- Jaime Welsh (* 1994), portugiesischer Künstler
- Jane Welsh (Schauspielerin) (1905–2001), britische Schauspielerin
- Jane Welsh Carlyle (1801–1866), schottische Literatin
- Jeff Welsh (* 1979), US-amerikanischer American-Football-Spieler
- Jeremy Welsh (* 1988), kanadischer Eishockeyspieler
- John Welsh (Bischof) (1856–1916), anglikanischer Geistlicher, Bischof von Trinidad und Tobago
- John Welsh (Schauspieler) (1914–1985), irischer Schauspieler
- John Welsh (Fußballspieler) (* 1984), englischer Fußballspieler
- Jon Welsh (* 1986), schottischer Rugby-Union-Spieler
- Kenneth Welsh (1942–2022), kanadischer Schauspieler
- Lawrence Harold Welsh (1935–1999), US-amerikanischer Geistlicher, Bischof von Spokane
- Leroy Welsh (1844–1879), US-amerikanischer Jurist und Politiker
- Lilian Welsh (1858–1938), US-amerikanische Ärztin, Pädagogin und Hochschullehrerin
- Louise Welsh (* 1965), britische Schriftstellerin
- Mark A. Welsh (* 1953), US-amerikanischer General
- Matt Welsh (* 1976), australischer Schwimmer
- Matthew E. Welsh (1912–1995), US-amerikanischer Politiker (Indiana)
- Michael Welsh (Politiker) (Michael John Welsh; * 1942), britischer Politiker
- Michael J. Welsh (Michael James Welsh; * 1948), US-amerikanischer Mediziner
- Milton Welsh (* 1969), deutscher Schauspieler
- Nathan Moriah-Welsh (* 2002), guyanischer Fußballspieler
- Pat Welsh (1915–1995), US-amerikanische Schauspielerin
- Paul Welsh (Schauspieler), US-amerikanischer Schauspieler
- Paul Welsh (Filmproduzent), britischer Filmproduzent
- Peter Welsh (Leichtathlet) (Robert Peter Welsh; * 1943), neuseeländischer Hindernisläufer
- Peter Welsh (Footballspieler) (Peter James Welsh; 1954–2008), australischer Australian-Football-Spieler
- Peter Welsh (Fußballspieler) (Peter Martin Welsh; * 1959), englischer Fußballspieler
- Renate Welsh (* 1937), österreichische Autorin
- Robin Welsh (1869–1934), schottischer Curler und Rugby-Union-Spieler
- Stanley Larson Welsh (* 1928), US-amerikanischer Botaniker
- Stephen Welsh (* 2000), schottischer Fußballspieler
- Thomas Welsh (Mediziner) (1752–1831), US-amerikanischer Mediziner
- Thomas Welsh (Sänger) (um 1780–1848), britischer Sänger (Bass), Komponist und Musikpädagoge
- Thomas Welsh (General) (1824–1863), US-amerikanischer Brigadegeneral
- Thomas Welsh (Schwimmer) (Thomas Douglas Welsh; * 1933), britischer Schwimmer
- Thomas Welsh (Ruderer) (* 1977), US-amerikanischer Ruderer
- Thomas Welsh (Basketballspieler) (* 1996), US-amerikanischer Basketballspieler
- Thomas Jerome Welsh (1921–2009), US-amerikanischer Geistlicher, Bischof von Allentown
- William Lawrie Welsh (1891–1962), britischer General der Luftwaffe